# Список умерших в 1975 году
В этой статье представлен список известных людей, умерших в 1975 году.
- См. также: Категория:Умершие в 1975 году

## Январь
- 1 января — Алексей Негода (65) — полковник, Герой Советского Союза.
- 1 января — Василий Сыпачёв (60) — Полный кавалер Ордена Славы.
- 2 января — Геннадий Калинин (58) — советский учёный, физико-географ, гидролог.
- 4 января — Карло Леви (72) — итальянский писатель, художник и политический деятель еврейского происхождения.
- 5 января — Иса Ахунбаев (66) — выдающийся киргизский хирург, основоположник грудной хирургии Киргизии.
- 6 января — Александр Дымшиц (64) — советский литературовед, литературный и театральный критик.
- 6 января — Тимофей Куцевалов (70) — Герой Советского Союза.
- 7 января — Евдокия Рачкевич (67) — заместитель командира полка по политической части (комиссар) 46-го гвардейского ночного бомбардировочного авиационного полка 325-й ночной бомбардировочной авиационной дивизии.
- 8 января — Иван Адушкин (58) — гвардии капитан, Герой Советского Союза.
- 8 января — Юрий Бажанов (69) — советский военачальник, маршал артиллерии.
- 9 января — Пётр Новиков (73) — советский математик, академик АН СССР.
- 10 января — Владимир Ткаченко (76) — генерал-майор Советской Армии, участник Гражданской и Великой Отечественной войн.
- 10 января — Виктор Харченко (63) — советский военачальник, маршал инженерных войск.
- 11 января — Александр Кущев (76) — Герой Советского Союза.
- 11 января — Василий Тарасов (69) — Генерал-майор инженерно-технических служб.
- 12 января — Иван Вырган — украинский советский поэт, новеллист и переводчик.
- 13 января — Иван Белоконь — советский ботаник и историк науки.
- 13 января — Михаил Кириллов (66) — советский кинооператор.
- 14 января — Михаил Буйный (71) — советский актёр, народный артист РСФСР.
- 16 января — Борис Набоков — советский футболист, вратарь, тренер.
- 17 января — 
  - Георгий Шилов (57) — советский математик.
  - Абдур Рахман Чугтаи (80) – национальный художник Пакистана.
- 18 января — Эраст Гиацинтов (80) — кадровый офицер Российской империи. Подполковник.
- 19 января — Иван Бурлака (52) — белорусский архитектор.
- 19 января — Степан Кретов (55) — Герой Советского Союза.
- 19 января — Михаил Томчаний (60) — украинский писатель.
- 20 января — Степан Король (80) — генерал-лейтенант Советской Армии, участник Первой мировой, Гражданской и Великой Отечественной войн.
- 21 января — Мари Лор (84) — австралийско-британская актриса театра и кино.
- 21 января — Александр Смирнов (53) — Герой Советского Союза.
- 22 января — Геннадий Шулепов (60) — Герой Советского Союза.
- 23 января — Абрам Фриман — украинский советский журналист, прозаик. Лауреат Национальной премии Украины имени Тараса Шевченко
- 24 января — Эрих Кемпка (64) — личный шофёр Адольфа Гитлера с 1932 по 1945 год.
- 25 января — Семён Грецов (72) — советский военнослужащий, участник Великой Отечественной войны, санитарный инструктор.
- 25 января — Константин Кулешов — Герой Советского Союза.
- 25 января — Харлампий Русских (59) — Герой Советского Союза.
- 25 января — Евгений Ярёменко (59) — подполковник авиации, Герой Советского Союза.
- 26 января — Любовь Орлова (72) — советская актриса, народная артистка СССР (1950).
- 27 января — Михаил Папава (68) — советский сценарист, журналист, критик.
- 27 января — Николай Теренков (59) — Герой Советского Союза.
- 28 января — Яков Колесов (66) — генерал-лейтенант Советской Армии, участник Великой Отечественной войны.
- 28 января — Антонин Новотный (70) — чешский и словацкий политический деятель, Президент Чехословакии в 1957—1968, 1-й секретарь ЦК КПЧ в 1953—1968.
- 28 января — Степан Швецов (61) — Герой Советского Союза.
- 31 января — Анна Книпер (81) — русская поэтесса, гражданская жена адмирала Колчака, мать художника Владимира Тимирёва.
- 31 января — Михаил Кравец (51) — старшина танковых войск, Герой Советского Союза.

## Февраль
- 1 февраля — Михаил Рудницкий (86) — украинский общественный деятель, литературовед, критик, писатель, переводчик.
- 2 февраля — Фёдор Вараксин (66) — советский государственный и партийный деятель, министр лесной и деревообрабатывающей промышленности СССР (1954—1957).
- 2 февраля — Николай Диденко (53) — Герой Советского Союза.
- 4 февраля — Анатолий Благонравов (80) — российский советский учёный в области механики.
- 4 февраля — Михаил Попов (78) — врач, преподаватель Смоленского медицинского института, профессор, Заслуженный деятель науки РСФСР.
- 4 февраля — Григорий Савоненков (76) — советский военачальник, дипломат.
- 5 февраля — Сигизмунд Валк (87) — российский историк, археограф, архивист, библиограф.
- 5 февраля — Иван Трофимов (70) — Герой Советского Союза.
- 7 февраля — Пётр Бажанов (63) — советский государственный деятель, изобретатель, художник, писатель.
- 8 февраля — Йосеф Эфрати (77) — общественный деятель и депутат Кнессета.
- 9 февраля — Иван Качанов (54) — Герой Советского Союза.
- 10 февраля — Григорий Бойкачёв (68) — советский государственный и партийный деятель, 1-й секретарь Северо-Казахстанского областного комитета КП Казахстана (1956—1958).
- 12 февраля — Николай Браун (72) — русский советский поэт, писатель и переводчик.
- 13 февраля — Давид Дирингер (74) — британский лингвист и писатель.
- 14 февраля — Пэлем Грэнвил Вудхауз (93) — популярный британский писатель-юморист, драматург, комедиограф.
- 15 февраля — Илья Любовцев (76) — советский военачальник.
- 15 февраля — Валерий Попенченко (37) — советский боксёр, чемпион Олимпийских игр 1964 года в Токио, двукратный чемпион Европы, 7-кратный чемпион СССР; трагически погиб.
- 15 февраля — Казимир Плучс (80) — Выдающийся цирковой артист, Белый клоун, псевдоним «Роланд».
- 17 февраля — Николай Шаруев (60) — Герой Советского Союза.
- 18 февраля — Турхан-паша Пермети — дважды глава правительства Албании
- 20 февраля — Михаил Ботов (64) — советский художник-мультипликатор, художник-постановщик и режиссёр-мультипликатор.
- 20 февраля — Иван Соколов-Микитов (82) — русский советский писатель.
- 20 февраля — Леонид Филин (59) — Герой Советского Союза.
- 21 февраля — Михаил Карнаушенко (68) — Герой Советского Союза.
- 21 февраля — Яков Назаренко (64) — Герой Советского Союза.
- 22 февраля — Василий Любавин (62) — советский военный деятель. Герой Советского Союза, подполковник.
- 22 февраля — Степан Ханамирян (48) — советский военный деятель, генерал-майор.
- 23 февраля — Александр Исипин (63) — Герой Советского Союза.
- 24 февраля — Минас Аветисян (46) — армянский художник.
- 24 февраля — Николай Булганин (79) — советский государственный и военный деятель, Маршал Советского Союза (3 ноября 1947, понижен в звании 26 ноября 1958).
- 24 февраля — Алексей Муравьёв (59) — Герой Советского Союза.
- 25 февраля — Пётр Есипов (56) — Герой Советского Союза.
- 25 февраля — Сергей Коновалов (55) — Герой Советского Союза.
- 27 февраля — Борис Апухтин (69) — советский футболист, тренер.
- 27 февраля — Иван Кудрявцев (53) — военный ученый, основатель и первый директор НДИ «КНИИРЭ» («Квант»).

## Март
- 1 марта — Пётр Одинец (53) — Герой Советского Союза.
- 1 марта — Семён Онипко (62) — советский драматический актер.
- 2 марта — Константин Воробьёв (55) — русский писатель, прозаик, автор повестей и рассказов о коллективизации и войне.
- 2 марта — Николай Рябинин (65) — Герой Советского Союза.
- 4 марта — Андрей Вейцлер (36) — русский советский драматург, сценарист, поэт.
- 4 марта — Георгий Питерский (64) — Герой Советского Союза.
- 5 марта — Любовь Вассерман (67) — еврейская поэтесса. Писала на идише.
- 6 марта — Ефим Копелян (62) — советский актёр театра и кино, народный артист СССР (1973).
- 6 марта — Григорий Рыклин (81) — русский писатель, сатирик.
- 7 марта — Михаил Бахтин (79) — русский философ, литературовед и теоретик искусства.
- 7 марта — Лео Свемпс (77) — латвийский художник и педагог. Ректор Латвийской академии художеств.
- 8 марта — Моисей Сокол (70) — еврейский советский театральный актёр и режиссёр, Заслуженный артист Белоруссии.
- 11 марта — Галина Кальченко (49) — украинский советский скульптор.
- 11 марта — Александр Чекмарёв (72) — советский учёный в области обработки металлов давлением.
- 12 марта — Дмитрий Абашидзе (81) — грузинский кинорежиссёр, один из основоположников грузинской научно-популярной кинематографии.
- 12 марта — Алипий (Воронов) (60) — священнослужитель Русской православной церкви, архимандрит, иконописец, художник, коллекционер. С 28 июля 1959 года наместник Псково-Печерского монастыря.
- 12 марта — Ольга Гепнарова (23) — чехословацкая массовая убийца; повешена.
- 12 марта — Степан Лямин (65) — Герой Советского Союза.
- 14 марта — Ханси Бург (77) — немецкая актриса немого кино.
- 15 марта — Борис Кознов (68) — Герой Советского Союза.
- 15 марта — Аристотель Онассис (69) — греческий судовладелец, миллиардер.
- 17 марта — Владимир Саввин (55) — советский волейболист, чемпион мира и Европы, заслуженный мастер спорта, тренер.
- 17 марта — Дмитрий Смирнов (75) — Герой Советского Союза.
- 19 марта — Михаил Тургель (65) — Герой Советского Союза.
- 19 марта — Фёдор Фомичёв — Герой Советского Союза.
- 20 марта — Александр Гургенидзе (58) — Герой Советского Союза.
- 20 марта — Михаил Радченко (66) — железнодорожник, Герой Социалистического Труда.
- 23 марта — Иван Воронков (56) — Герой Советского Союза.
- 24 марта — Иван Бедин (68) — Герой Советского Союза.
- 31 марта — Ольга Андровская (76) — советская актриса театра и кино, народная артистка СССР (1948).
- 31 марта — Лесли Уайт (75) — выдающийся американский антрополог, этнолог и культуролог.

## Апрель
- 2 апреля — Арнольд Сепп (75) — эстонский и советский флейтист.
- 5 апреля — Фазулла Габдрашитов (71) — Герой Советского Союза.
- 7 апреля:
  - Михаил Зозуля (51) — Полный кавалер ордена Славы;
  - Валентин Иванов (72) — советский писатель.
- 8 апреля — Елемес Ергебеков (68) — советский государственный и партийный деятель, председатель Исполнительного комитета Кокчетавского областного Совета (1944—1949).
- 8 апреля — Олег Куваев (40) — советский геолог, писатель.
- 10 апреля — Николай Соколов (53) — Герой Советского Союза.
- 11 апреля — Леонид Афонин (56) — русский советский писатель, литературовед, театральный критик, педагог, кандидат филологических наук. Заслуженный работник культуры РСФСР.
- 12 апреля — Жозефина Бейкер (68) — американо-французская танцовщица, певица и актриса; последствия кровоизлияния в мозг.
- 12 апреля — Александр Белов (60) — советский экономист, ректор Алма-Атинского института народного хозяйства.
- 12 апреля — Николай Друздев (56) — полковник Советской Армии, участник советско-японской войны, Герой Советского Союза.
- 12 апреля — Алексей Яшин — Депутат Верховного совета РСФСР.
- 13 апреля — Макс Глакман (63) — британский антрополог.
- 13 апреля — Мансур Хасаншин (51) — Герой Советского Союза.
- 15 апреля — Иван Найдёнов (85) — начальник Управления связи Красной Армии.
- 17 апреля — Ирма Яунзем (77) — советская камерная певица (меццо-сопрано).
- 19 апреля — Александр Удовиченко — генерал-полковник армии Украинской народной республики (УНР).
- 21 апреля — Василий Лазаренко (54) — красноармеец Войск НКВД СССР, участник Великой Отечественной войны, Герой Советского Союза.
- 22 апреля — Евгений Санеев (62) — участник Великой Отечественной войны, Герой Советского Союза.
- 22 апреля — Лайош Штейнер (71) — австралийский, ранее венгерский, шахматист.
- 23 апреля — Георгий Дубровский (73) — подполковник Советской Армии, участник Великой Отечественной войны, Герой Советского Союза.
- 23 апреля — Вячеслав Кротт (53) — генерал-майор Советской Армии, участник Великой Отечественной войны, Герой Советского Союза.
- 24 апреля — Салим Айткулов (62) — участник Великой Отечественной войны, автоматчик 231-го гвардейского стрелкового полка 75-й гвардейской стрелковой дивизии 60-й армии Центрального, затем Воронежского фронта, гвардии ефрейтор, Герой Советского Союза.
- 24 апреля — Леонид Макарьев (82) — русский советский актёр, режиссёр.
- 25 апреля — Майк Брант (28) — израильский музыкант, певший на английском и французском языках; самоубийство.
- 25 апреля — Жак Дюкло (78) — французский политический деятель, руководитель Французской компартии.
- 27 апреля — Иван Андреев (67) — Герой Советского Союза.
- 28 апреля — Семен Колесников (64) — Герой Советского Союза.
- 29 апреля — Александр Дульцев (53) — Полный кавалер ордена Славы.
- 30 апреля — Мейбл Брукс (84) — австралийская писательница, общественный деятель, активистка, историк, мемуарист и меценат.
- 30 апреля — Хаим Зильберман (67) — еврейский писатель.

## Май
- 2 мая — Глеб Баженов (55) — Герой Советского Союза.
- 2 мая — Павел Епанов (50) — Полный кавалер Ордена Славы.
- 3 мая — Дмитрий Быстролётов (74) — видный советский разведчик, художник, прозаик, сценарист.
- 4 мая — Алексей Андреев (78) — генерал-майор Советской Армии, участник Первой мировой и Великой Отечественной войны.
- 5 мая — Василий Жеребцов — Герой Советского Союза.
- 12 мая — Иван Бойко (64) — советский военачальник, командир 69-го гвардейского танкового полка и 64-й гвардейской танковой бригадой 1-го Украинского фронта в годы Великой Отечественной войны, дважды Герой Советского Союза.
- 12 мая — Александр Яценко (62) — участник Великой Отечественной войны. Полный кавалер Ордена Славы.
- 13 мая — Соболенко, Роман Карпович (67) — белорусский советский писатель, поэт, прозаик, публицист.
- 14 мая — Барникот, Найджел — британский антрополог, профессор Университетского колледжа Лондона.
- 15 мая — Илларион Афанасьев (70) — советский государственный и партийный деятель, председатель СМ Чувашской АССР.
- 15 мая — Виктор Меренков (51) — Герой Советского Союза
- 15 мая — Василий Поликарпов (72) — заслуженный мастер спорта СССР.
- 18 мая — Василий Кондрашёв (72) — полный кавалер ордена Славы.
- 19 мая — Илья Дронов (74) — Полный кавалер ордена Славы.
- 19 мая — Анатолий Миранский (52) — Полный кавалер ордена Славы.
- 20 мая — Вера Кащеева (52) — Герой Советского Союза
- 21 мая — Артур Апинис (71) — латвийский и советский художник.
- 21 мая — Филимон Земляных — Герой Советского Союза
- 21 мая — Анисим Лагутин (77) — Герой Советского Союза
- 21 мая — Хыдыр Мустафаев (70) — Герой Советского Союза, командир мотострелкового батальона 91-й отдельной Фастовской танковой бригады 3-й гвардейской танковой армии 1-го Украинского фронта, майор.
- 21 мая — Дмитрий Песков (60) — Герой Советского Союза
- 23 мая — Владимир Брадис (84) — советский математик-педагог.
- 24 мая — Соломон Зарицкий (86) — русский и украинский советский художник.
- 25 мая — Владимир Косачёв (68) — Герой Советского Союза
- 26 мая — Николай Нечипоренко (78) — Герой Советского Союза
- 27 мая — Иван Волков — советский партийный и государственный деятель.
- 28 мая — Степан Зайцев (67) — советский военный разведчик, генерал-майор.
- 30 мая — Георгий Афанасьев (69) — российский геолог и петрограф. Член-корреспондент АН СССР.
- 30 мая — Хаим Зиль (67) — еврейский писатель (писал на идише).
- 31 мая — Фёдор Запорожец (63) — Герой Советского Союза
- 31 мая — Иосиф Передерий (61) — Герой Советского Союза

## Июнь
- 3 июня — Георгий Евстафьев (51) — Герой Советского Союза.
- 4 июня — Валентин Асмус (80) — советский философ, логик, историк философии, историк и теоретик эстетики.
- 4 июня — Николай Боголюбов (74) — советский государственный и партийный деятель, 1-й секретарь ЦК КП(б) Киргизии (1945—1950).
- 5 июня — Иоанн (митрополит Пражский) (73) — Митрополит Пражский и всея Чехословакии, предстоятель Православной Церкви Чешских земель и Словакии.
- 5 июня — Пауль Керес (59) — эстонский, советский шахматист, мастер шахматной композиции.
- 6 июня — Диляра Жантиева (72) — советский крымскотатарский учёный-литературовед, доктор филологических наук.
- 7 июня — Соломон Гиллер (60) — химик-органик, академик АН Латвийской ССР.
- 8 июня — Гавриил Зайцев (70) — генерал-майор Военно-морского флота СССР, участник Великой Отечественной войны.
- 8 июня — Владимир Спиридонов (49) — Герой Советского Союза.
- 9 июня — Валентин Кулабухов (61) — Герой Советского Союза.
- 10 июня — Пётр Киселенко (55) — капитан авиации, Герой Советского Союза.
- 11 июня — Кондратий Билютин (75) — Герой Советского Союза.
- 11 июня — Александр Кабанов — советский государственный и партийный деятель, дипломат.
- 11 июня — Гукас Мадоян (69) — подполковник, Герой Советского Союза.
- 11 июня — Николай Прокопюк (73) — Герой Советского Союза.
- 11 июня — Садых Рагимов (60) — советский государственный и партийный деятель.
- 12 июня — Альфред Курелла (80) — немецкий писатель, переводчик и деятель СЕПГ.
- 12 июня — Иван Черепанов (58) — Герой Советского Союза.
- 13 июня — Николай Соколов (72) — советский генетик, доктор биологических наук.
- 16 июня — Иван Братусь (53) — подполковник, Герой Советского Союза.
- 17 июня — Владимир Рапопорт (67) — советский кинооператор, Заслуженный деятель искусств РСФСР, четырежды лауреат Сталинской премии, лауреат Государственной премии СССР.
- 20 июня — Михаил Егоров (52) — сержант Красной Армии, который, по официальной советской версии, был одним из трёх человек, водрузивших Знамя Победы на крыше рейхстага во время битвы за Берлин; Герой Советского Союза; погиб в автокатастрофе.
- 20 июня — Иван Пидопличко (69) — советский учёный-палеонтолог, археолог и зоолог.
- 22 июня — Владимир Бараненко (51) — капитан авиации, Герой Советского Союза.
- 22 июня — Оскар Строк (82) — советский, латвийский и российский композитор, «король танго».
- 25 июня — Михаил Нейман (70) — советский учёный-физик.
- 25 июня — Владимир Шапошников (64) — Герой Советского Союза.
- 27 июня — Роберт Штольц (94) — австрийский композитор, дирижёр.
- 28 июня — Макс Бартель (81) — немецкий писатель, журналист и переводчик.
- 28 июня — Михаил Шумилов (79) — генерал-полковник, Герой Советского Союза.
- 30 июня — Михаил Булдаков (56) — Герой Советского Союза.

## Июль
- 2 июля — Сергей Васильев (63) — советский писатель и поэт, отец актрисы Екатерины Васильевой.
- 2 июля — Владимир Емельянов (64) — советский актёр театра и кино, Народный артист РСФСР (1972); инсульт.
- 2 июля — Станислав Пархомчук (49) — советский украинский историк.
- 2 июля — Александр Тевченков (73) — генерал-лейтенант Советской армии, участник Гражданской войны, Польского похода, Великой Отечественной и советско-японской войн.
- 3 июля — Вольф Ладежинский (76) — видный американский экономист и государственный деятель.
- 3 июля — Алексей Шахурин (71) — Нарком авиационной промышленности.
- 4 июля — Павел Усенко (73) — украинский советский поэт.
- 5 июля — Павел Вирский (70) — советский украинский артист балета, балетмейстер, хореограф.
- 6 июля — Лаврентий Абецедарский (59) — белорусский советский историк, педагог, доктор исторических наук.
- 6 июля — Отто Скорцени (67) — известнейший немецкий диверсант, оберштурмбаннфюрер СС.
- 8 июля — Владимир Павлов (53) — Герой Советского Союза, писатель.
- 8 июля — Николай Пасов (60) — Герой Советского Союза.
- 9 июля — Геннадий Вишневский (67) — генерал-майор Военно-морского флота СССР, участник Великой Отечественной войны.
- 9 июля — Роман Одзежинский (83) — польский государственный и политический деятель, генерал бригады.
- 10 июля — Макар Солодилов (66) — Герой Советского Союза.
- 10 июля — Александр Шуваев (58) — Герой Советского Союза.
- 11 июля — Владимир Выборнов (53) — Полный кавалер Ордена Славы.
- 11 июля — Владимир Васильев (53) — полный кавалер ордена Славы.
- 12 июля — Михаил Струк (53) — Полный кавалер Ордена Славы.
- 16 июля — Иван Халипов (61) — генерал-полковник, член Военного совета — начальник Политического управления войск противовоздушной обороны.
- 16 июля — Радий Юркин (46) — подпольщик Великой Отечественной войны, участник антифашистской организации «Молодая Гвардия».
- 17 июля — Борис Бабочкин (71) — российский советский актёр театра и кино, режиссёр театра, Народный артист СССР (1963).
- 17 июля — Константин Гамсахурдия (84) — грузинский писатель, филолог, историк-литературовед.
- 18 июля — Василий Печёнкин — Герой Советского Союза.
- 18 июля — Гилберт Перси Уитли (72) — австралийский морской биолог.
- 22 июля — Георгий Табунанов (63) — организатор Осоавиахимовского движения Якутской АССР.
- 24 июля — Николас Россолимо (65) — американский, ранее французский, ранее русский, шахматист, гроссмейстер.
- 24 июля — Вениамин Цыганков (74) — советский актёр театра, режиссёр, педагог, Заслуженный деятель искусств РСФСР.
- 26 июля — Ариадна Эфрон (62) — переводчица прозы и поэзии, мемуарист, художница, искусствовед, дочь Марины Цветаевой и Сергея Эфрона.
- 28 июля — Сергей Седнев — Герой Советского Союза.
- 30 июля — Иван Добров (65) — Полный кавалер ордена Славы.
- 31 июля — Пётр Никулин (54) — Герой Советского Союза.

## Август
- 3 августа — Григорий Морозов (56) — Герой Советского Союза.
- 4 августа — Константин Крайнюков (73) — политический работник советских Вооружённых Сил, генерал-полковник.
- 4 августа — Глеб Чеботарёв (62) — советский астроном.
- 5 августа — Александр Комиссаров (71) — советский актёр театра и кино, театральный педагог.
- 5 августа — Пирани, Макс — австралийский, британский и канадский пианист, музыкальный педагог и музыковед.
- 6 августа — Александр Лапаури (49) — российский артист балета, хореограф.
- 8 августа — Фёдор Атянин (65) — мокшанский советский писатель, журналист, драматург.
- 8 августа — Наби Жаксыбаев (63) — советский казахстанский государственный, партийный и хозяйственный деятель, Герой Социалистического Труда.
- 9 августа — Дмитрий Шостакович (68) — русский советский композитор, пианист, педагог и общественный деятель, один из крупнейших композиторов XX века.
- 10 августа — Акрам Валиев (51) — Герой Советского Союза.
- 11 августа — Рахель Шазар-Кацнельсон (89) — израильский общественный деятель. Одна из учредителей женской организации «Наамат». Жена З. Шазара.
- 12 августа — Пинхас Сапир (68) — израильский государственный деятель.
- 14 августа — Тарас Хадкевич (63) — белорусский советский писатель.
- 16 августа — Сергей Баранов (62) — полный кавалер ордена Славы.
- 16 августа — Иван Зачепа (74) — генерал-майор государственной безопасности.
- 16 августа — Владимир Куц (48) — советский легкоатлет, стайер. Заслуженный мастер спорта СССР.
- 16 августа — Кирилл Осипов (68) — советский военнослужащий, участник Великой Отечественной войны. Герой Советского Союза.
- 18 августа — Абрам Богданович (68) — советский военно-морской деятель, контр-адмирал.
- 19 августа — Марк Донохью (38) — американский автогонщик, победитель 500 миль Индианаполиса (1972), пилот Формулы-1; умер от травм, полученных в аварии в Гран-при Австрии 1975 года.
- 19 августа — Юрий Полянский — украинский геолог, географ и археолог.
- 19 августа — Иван Хренов (68) — советский историк.
- 20 августа — Иван Багмут (72) — украинский советский писатель, журналист и драматург.
- 20 августа — Хана Левина (75) — еврейская писательница, сказочница, поэтесса.
- 22 августа — Александр Черноморец (66) — участник Великой Отечественной войны. Герой Советского Союза.
- 24 августа — Николай Мацуев (81) — советский библиотековед и библиограф.
- 26 августа — Николай Родимов (56) — Полный кавалер Ордена Славы.
- 27 августа — Николай Будылин (76) — участник Великой Отечественной войны. Герой Советского Союза.
- 27 августа — Дональд Клиленд (74) — австралийский военнослужащий и администратор территории Папуа.
- 28 августа — Иван Борискин (49) — полный кавалер ордена Славы.
- 28 августа — Фриц Вотруба (68) — австрийский скульптор.
- 29 августа — Иван Гладышев (68) — полный кавалер ордена Славы.
- 29 августа — Михаил Добровольский (70) — советский военный деятель.
- 31 августа — Евгений Ремез (79) — советский математик.
- 31 августа — Шефика Гаспринская — лидер крымскотатарского движения «Исполнительный комитет мусульманок Крыма».

## Сентябрь
- 3 сентября — Иван Майский (91) — советский дипломат, историк и публицист.
- 3 сентября — Георгий Хетагуров (72) — советский военачальник, Герой Советского Союза, генерал армии.
- 4 сентября — Филипп Демченков (59) — Герой Советского Союза.
- 4 сентября — Александр Мееров (60) — русский советский писатель-фантаст и учёный-ракетостроитель.
- 4 сентября — Иосиф (Чернов) (82) — архиерей Русской православной церкви, с 28 сентября 1960 по 4 сентября 1975 — митрополит Алма-Атинский и Казахстанский.
- 4 сентября — Ян Судрабкалн (81) — латышский советский поэт. Народный поэт Латвийской ССР.
- 5 сентября — Файзрахман Загафуранов (61) — советский партийный государственный деятель.
- 5 сентября — Георг Отс (55) — эстонский оперный и эстрадный певец (лирический баритон).
- 5 сентября — Даниил Синицын (62) — Герой Советского Союза.
- 7 сентября — Николай Котельников — участник Великой Отечественной войны, Герой Советского Союза.
- 8 сентября — Евгений Зимин (51) — Герой Советского Союза.
- 9 сентября — Йоханнес Бреннер (69) — эстонский футболист, нападающий.
- 10 сентября — Сильвестр (Гаевский) (98) — украинский религиозный деятель, митрополи́т Лубенский (УАПЦ), литературовед.
- 11 сентября — Иван Афанасенко (52) — старшина Советской Армии, участник Великой Отечественной войны, Герой Советского Союза.
- 12 сентября — Анатолий Уткин (31 или 32) — советский серийный убийца и насильник; расстрелян.
- 15 сентября — Файзрахман Загафуранов (61) — советский политический деятель, председатель Президиума Верховного Совета Башкирской АССР (1950—1967).
- 15 сентября — Николай Сорокин (53) — участник Великой Отечественной войны, полный кавалер ордена Славы.
- 15 сентября — Павел Сухой (80) — советский авиаконструктор, доктор технических наук, один из основателей советской реактивной и сверхзвуковой авиации.
- 18 сентября — Иосиф Балцан (51) — молдавский советский поэт.
- 19 сентября — Николай Мультан (74) — командир 69-го стрелкового корпуса 49-й армии 2-го Белорусского фронта, генерал-майор.
- 21 сентября — Михаил Лыньков (75) — белорусский советский писатель, общественно-политический деятель.
- 21 сентября — Иван Панченко (71) — Герой Советского Союза.
- 22 сентября — Александр Голованов (71) — советский военачальник, главный маршал авиации.
- 23 сентября — Лидия Чернышёва (63) — советская балерина, балетмейстер, хореограф, педагог. Народная артистка СССР.
- 24 сентября — Николай Бородин (52) — участник Великой Отечественной войны, Герой Советского Союза.
- 25 сентября — Йегошуа Бар-Хиллел (60) — израильский философ, математик и лингвист.
- 26 сентября — Георгий Громов (58) — участник Великой Отечественной войны, Герой Советского Союза.
- 28 сентября — Сергей Трушковский (68) — участник Великой Отечественной войны, Герой Советского Союза.
- 29 сентября — Пётр Смолин (78) — советский натуралист, педагог, зоолог, поэт.

## Октябрь
- 1 октября — Пантелей Юрченко (64) — участник Великой Отечественной войны, Герой Советского Союза.
- 2 октября — Пётр Жуковский (87) — советский ботаник.
- 3 октября — Абдуджабар Абдурахманов (68) — председатель СНК - СМ Узбекской ССР 1938—1950.
- 3 октября — Август Вильдам (77) — австрийский хоккеист на траве и с шайбой, нападающий.
- 4 октября — Иван Вавилин (63) — коми советский поэт и писатель.
- 5 октября — Феодосий Воронов (71) — советский государственный и партийный деятель, заместитель министра чёрной металлургии СССР (1968—1972), Герой Социалистического Труда.
- 5 октября — Василий Помещик (51) — участник Великой Отечественной войны, Герой Советского Союза.
- 6 октября — Пётр Шумов (62) — участник Великой Отечественной войны, Герой Советского Союза.
- 7 октября — Пранас Будвитис (74) — литовский журналист, поэт, переводчик.
- 7 октября — Юрий Боголюбов (46) — русский советский актёр театра и кино.
- 8 октября — Фёдор Ивасюк (67) — старшина Красной армии, участник Великой Отечественной войны и полный кавалер ордена Славы.
- 13 октября — Балыш Овезов (59) — Председатель Совета Министров Туркменской ССР в 1951—1958 и 1959—1960, Первый секретарь ЦК Компартии Туркмении в 1960—1969.
- 14 октября — Николай Бордылёнок (57) — советский государственный и партийный деятель, 1-й секретарь Рязанского промышленного областного комитета КПСС (1963—1964).
- 14 октября — Александр Кобелев (65) — участник Великой Отечественной войны, Герой Советского Союза.
- 16 октября — Александр Сиротенко (78) — советский и украинский художник.
- 16 октября — Василий Хлопов (74) — генерал-лейтенант Советской Армии.
- 18 октября — Хабибулла Ибрагимов (63) — участник Великой Отечественной войны, Герой Советского Союза.
- 18 октября — Георг Леец (79) — эстонский военный деятель и историк.
- 18 октября — Александр Филиппов (57) — сержант Рабоче-крестьянской Красной Армии, участник Великой Отечественной войны, Герой Советского Союза.
- 19 октября — Рене Бенедетти (74) — французский скрипач и музыкальный педагог.
- 19 октября — Иосип Бокшай (84) — украинский советский живописец, заслуженный деятель искусств УССР.
- 21 октября — Бронос Бабкаускас (54) — литовский советский артист театра и кино, народный артист Литовской ССР.
- 21 октября — Валентин Лазарев (62) — генерал-майор Советской Армии, участник Великой Отечественной войны.
- 22 октября — Николай Арсеньев (52) — советский военачальник, генерал-майор, участник Великой Отечественной войны, Герой Советского Союза, лишён всех званий и наград в связи с осуждением.
- 22 октября — Арнольд Тойнби (86) — британский историк, философ истории, культуролог и социолог.
- 22 октября — Степан Ханамирян (48) — советский военный деятель, генерал-майор.
- 23 октября — Рагнвальд Альфред Рошер Лунд (1899-1975), норвежский военный, разведчик и дипломат.
- 24 октября — Иван Комаров — участник Великой Отечественной войны, Герой Советского Союза.
- 25 октября — Семен Харчевников — Герой Социалистического Труда.
- 27 октября — Александр Гордеев (72) — старшина Рабоче-крестьянской Красной Армии, участник Великой Отечественной войны, Герой Советского Союза.
- 27 октября — Рекс Стаут (88) — американский писатель, автор детективных романов, создатель цикла романов о Ниро Вульфе.
- 28 октября — Семён Борщёв (70) — советский военачальник, генерал-лейтенант.
- 28 октября — Николай Пысин (57) — участник Великой Отечественной войны, Герой Советского Союза.
- 29 октября — Фёдор Калантаевский (68) — управляющий отделением Артемовского свеклосовхоза Полтавской области Украинской ССР.
- 30 октября — Назир Конукоев (59) — участник Великой Отечественной войны, Герой Советского Союза.
- 30 октября — Александр Ларионов (68) — советский военный деятель, контр-адмирал-инженер, участник Великой Отечественной войны.
- 31 октября — Николай Гладков (70) — советский орнитолог, зоогеограф и теоретик охраны природы.
- 31 октября — Степан Кулешов (54) — участник Великой Отечественной войны, Герой Советского Союза.

## Ноябрь
- 2 ноября — Пьер Паоло Пазолини (53) — итальянский поэт, писатель и кинорежиссёр; убит.
- 4 ноября — Пётр Новосёлов (82) — советский военачальник.
- 4 ноября — Александр Федюнин (64) — Герой Советского Союза.
- 5 ноября — Бекир Балуку (58) — албанский коммунистический политик, военный и государственный деятель.
- 6 ноября — Иван Гореликов (68) — Герой Советского Союза.
- 6 ноября — Владимир Шервинский (81) — архитектор Латвии.
- 7 ноября — Исаак Любан (69) — советский композитор, общественный деятель.
- 8 ноября — Даниил Антонович (85) — украинский советский актёр, народный артист СССР.
- 9 ноября — Людвик Бронарский (85) — польско-швейцарский музыковед.
- 9 ноября — Иван Прохорятов (62) — Полный кавалер Ордена Славы.
- 10 ноября — Василий Ерёмушкин (72) — Герой Советского Союза.
- 11 ноября — Валентин Дураков (66) — Герой Советского Союза.
- 12 ноября — Стефан Гладков (68) — Герой Советского Союза.
- 12 ноября — Сидни Ровелл (80) — генерал-лейтенант австралийской армии, участник мировых войн.
- 13 ноября — Ольга Берггольц (65) — русская советская поэтесса, прозаик.
- 14 ноября — Артемий Айвазян (73) — советский армянский композитор, народный артист Армянской ССР.
- 14 ноября — Иосиф Игин (65) — известный советский художник-карикатурист.
- 14 ноября — Владимир Папидзе (75) — Герой Советского Союза.
- 15 ноября — Иван Компаниец (54) — советский историк, исследователь истории Украины XX века.
- 16 ноября — Александр Виноградов (80) — советский геохимик, организатор и директор Института геохимии и аналитической химии (ГЕОХИ) АН СССР, основатель и руководитель первой советской кафедры геохимии (в МГУ), вице-президент, академик АН СССР.
- 16 ноября — Леонтий Бутков — капитан Рабоче-крестьянской Красной Армии, участник Великой Отечественной войны, Герой Советского Союза.
- 16 ноября — Агустин Гомес (52) — футболист, центральный и левый защитник, тренер. Заслуженный мастер спорта СССР.
- 16 ноября — Аннет Келлерман — австралийская профессиональная пловчиха, актриса и писательница.
- 18 ноября — Иван Суптель (56) — Герой Советского Союза.
- 19 ноября — Виктор Авдюшко (50) — русский советский актёр, Народный артист РСФСР (1974).
- 19 ноября — Соломон Пикельнер (54) — советский астрофизик, профессор Московского государственного университета.
- 20 ноября — Иван Краснюков (57) — участник Великой Отечественной войны, Герой Советского Союза.
- 20 ноября — Василий Поляков (61) — младший лейтенант Советской Армии, участник Великой Отечественной войны, Герой Советского Союза.
- 20 ноября — Франсиско Франко (82) — правитель и диктатор Испании с 1939 до своей смерти, одновременно до 8 июня 1973 председатель совета министров, генералиссимус.
- 23 ноября — Александр Штакельберг (78) — советский энтомолог, основатель отечественной школы диптерологии, профессор.
- 24 ноября — Николай Подсадник (53) — Герой Советского Союза.
- 26 ноября — Виктор Обухов (77) — Герой Советского Союза.
- 27 ноября — Фёдор Данчев (60) — старшина, разведчик 1080-го стрелкового полка 310-я стрелковая дивизии, участник Великой Отечественной войны; один из 2672-х полных кавалеров, награждённых тремя орденами Славы.
- 28 ноября — Николай Берендеев (62) — Герой Советского Союза.
- 29 ноября — Тони Брайз (23) — британский автогонщик, пилот Формулы-1; погиб в авиакатастрофе.
- 29 ноября — Николай Зебницкий (55) — Герой Советского Союза.
- 29 ноября — Георгий Малков (62) — Герой Советского Союза.
- 29 ноября — Василий Нетреба — Герой Советского Союза.
- 29 ноября — Грэм Хилл (46) — британский автогонщик, двукратный чемпион Формулы-1, основатель команды Hill; погиб в авиакатастрофе вместе с пилотом команды Тони Брайзом и четырьмя членами команды.
- 29 ноября — Гурген Шатворян (56) — советский борец греко-римского стиля, двукратный чемпион СССР, чемпион мира. Заслуженный мастер спорта СССР.
- 30 ноября — Елена Ахвледиани (74) — грузинская художница, график, театральный оформитель.

## Декабрь
- 1 декабря — Михаил Журавлёв (73) — советский деятель здравоохранения.
- 2 декабря — Болесловас Баранаускас (73) — советский государственный и партийный деятель, председатель Верховного Совета Литовской ССР (1940).
- 5 декабря — Петрит Думе (55) — албанский генерал и коммунистический политик.
- 5 декабря — Иван Малофеев (59) — подполковник Советской Армии, участник Великой Отечественной войны, Герой Советского Союза.
- 6 декабря — Семен Щетинин (65) — советский государственный и партийный деятель, первый секретарь Иркутского обкома КПСС.
- 7 декабря — Торнтон Уайлдер (78) — американский прозаик, драматург и эссеист, лауреат Пулитцеровской премии (1928, 1938 и 1943).
- 9 декабря — Николай Максимычев — Полный кавалер ордена Славы.
- 11 или 12 декабря — Валентина Серова (57) — актриса театра и кино, заслуженная артистка РСФСР (1946).
- 12 декабря — Алексей Ермолаев (65) — русский советский танцовщик, балетмейстер и педагог-хореограф.
- 13 декабря — Степан Скиба (74) — Полный кавалер ордена Славы.
- 14 декабря — Севастьян Кручёных (66) — участник Великой Отечественной войны, Герой Советского Союза.
- 15 декабря — Мухтар Ашрафи (63) — узбекский советский композитор, дирижёр, педагог. Народный артист СССР.
- 15 декабря — Григорий Жуков (73) — участник Великой Отечественной войны, Герой Советского Союза.
- 16 декабря — Николай Михно (68) — командир 46-й гвардейской танковой бригады 9-го гвардейского механизированного корпуса 6-й гвардейской танковой армии 3-го Украинского фронта, гвардии подполковник.
- 17 декабря — Иван Буров (78) — советский военачальник, генерал-лейтенант.
- 18 декабря — Феодосий Добжанский (75) — советский и американский генетик российского происхождения.
- 19 декабря — Гарафутдин Салахутдинов (55) — Полный кавалер Ордена Славы.
- 22 декабря — Анатолий Власов (67) — советский учёный, физик-теоретик, специалист по физике плазмы и статистической физике.
- 25 декабря — Илья Зданевич (81) — русский и французский писатель, теоретик русского авангарда и дадаизма, издатель, художник.
- 25 декабря — Василий Земляков — полковник Советской Армии, участник Великой Отечественной войны, Герой Советского Союза.
- 27 декабря — Мамед Дадаш-заде (71) — советский государственный и партийный деятель, председатель Верховного Совета Азербайджанской ССР (1963—1967).
- 28 декабря — Алексей Кириченко (67) — советский партийный и государственный деятель.
- 31 декабря — Павел Хрусталёв (58) — участник Великой Отечественной войны, Герой Советского Союза.